# Encontro aleatório
Um encontro aleatório é um recurso comumente usado em vários jogos de RPG no qual encontros de combate com personagens não jogáveis (NPC) inimigos ou outros perigos que ocorrem esporadicamente e de forma aleatória, normalmente sem o inimigo ser fisicamente detectado previamente. Em geral, os encontros aleatórios são usados para simular os desafios associados com o fato de ser em um ambiente de risco—tais como um deserto infestado de monstros ou masmorra—com uma frequência de ocorrência e composição incerta (em oposição a um encontro "colocado"). Frequentes encontros aleatórios são comuns em jogos de RPG japoneses como Dragon Quest, Pokémon, e a série Final Fantasy.

## Jogos de RPG
Encontros aleatórios—às vezes chamado de monstros errantes, foram um recurso de Dungeons & Dragons, desde o seu início na década de 1970, e persistem no jogo e suas ramificações desde este dia. Encontros aleatórios são geralmente determinados pelo mestre de jogo ao rolar dados sob uma tabela de encontro aleatório. As tabelas são, geralmente, baseadas no terreno (e/ou tempo/clima), e têm uma chance para diferentes encontros com diferentes números e tipos de criaturas. Os resultados podem ser modificados por outras tabelas, como se o encontro é amigável, neutro ou hostil. GMs são frequentemente encorajados a fazer as suas próprias tabelas. Aventuras específicas frequentemente possuem tabelas específicas para locais, como corredores de um templo.
Monstros errantes são muitas vezes usados para desgastar os personagens dos jogadores para forçá-los a usar recursos consumíveis, tais como pontos de vida, magias e poções de cura, como forma de puni-los por passar muito tempo em uma área perigosa.

## Jogos eletrônicos
Os encontros aleatórios foram incorporados nos primeiros jogos de RPG e têm sido comuns em todo o gênero. Encontros colocados e aleatórios foram ambos usados em Wizardry de 1981 e, em meados da década de 1980, encontros aleatórios compuseram a maior parte das batalhas de jogos que definiram diversos gêneros como Dragon Warrior, Final Fantasy, e The Bard's Tale. Encontros aleatórios acontecem quando o jogador está atravessando o mundo do jogo (muitas vezes através do uso de um "mapa do mundo" ou overworld). Na maioria das vezes, o jogador encontra inimigos para lutar, mas ocasionalmente personagens amigáveis ou neutros podem aparecer, com os quais o jogador pode interagir de forma diferente do que com os inimigos. Os encontros aleatórios são aleatórios no sentido de que os jogadores não podem antecipar o momento exato do encontro ou o que será encontrado, já que a ocorrência do evento é baseada em fatores como probabilidades programadas; Geradores de números pseudo-aleatórios criam a sequência de números usada para determinar se um encontro acontecerá. A forma e a frequência podem variar dependendo de vários fatores, como onde o jogador está localizado no mundo do jogo e as estatísticas do personagem do jogador. Em alguns jogos, itens podem ser encontrados para aumentar ou diminuir a frequência de encontros aleatórios, até mesmo para eliminá-los de imediato, ou aumentar as chances de ter um encontro em particular.
Os encontros aleatórios geralmente ocorrem com mais frequência em cavernas, florestas e pântanos do que em planícies abertas. O tipo mais simples de algoritmo de encontro aleatório seria o seguinte:
1. Em cada etapa, defina X como um inteiro aleatório entre 0 e 99.
2. Se nas planícies, e X < 8, um encontro aleatório ocorre.
3. Se no pântano, deserto ou floresta, e X < 16, um encontro aleatório ocorre.

O problema com esse algoritmo é que os encontros aleatórios ocorrem "muito" aleatoriamente para o gosto da maioria dos jogadores, já que haverá "secas" e "inundações" em sua distribuição. Os encontros aleatórios em rápida sucessão são considerados indesejáveis, pois levam à percepção do jogador de ficar "atolado", mas com o algoritmo simples, é possível ter um encontro logo após dar apenas um passo após um encontro. Os primeiros jogos da série Dragon Quest, por exemplo, permitem que um novo encontro aleatório possa ocorrer logo após o jogador der apenas um passo depois do último encontro. Um algoritmo de encontro aleatório mais elaborado (e similar àquele usado em muitos jogos[carece de fontes?] seria o seguinte:
1. Defina X para um inteiro aleatório entre 64 e 255.
2. Para cada passo nas planícies, diminua X por 4. Para cada passo na floresta, pântano ou deserto, diminua X por 8.
3. Quando X ≤ 0, uma luta se inicia. Vá para o passo 1.

Isso garante que, em qualquer terreno, o jogador não experimente mais de um encontro aleatório a cada oito passos. Às vezes, um jogo com esse tipo de sistema pode ser abusado, iniciando alguma ação que redefina o contador (pausando, abrindo um menu, salvando), especialmente ao usar um emulador. Este é um truque popular em speedruns para pular batalhas demoradas ou perigosas ou pode ser usado para garantir que cada batalha resulte em um encontro raro ou valioso.
Os encontros aleatórios tornaram-se menos populares nos videogames com o passar do tempo, já que os jogadores muitas vezes se queixam de que são irritantes, repetitivos ou desencorajadores à exploração. As séries Final Fantasy e Tales abandonaram os sistemas de encontro aleatório com jogos sucessivos, enquanto franquias relativamente mais novas, como as séries Chrono e Kingdom Hearts, nunca as usaram.
Uma tática comumente usada em RPGs posteriormente (usado em Final Fantasy XII, Radiata Stories, Fallout 1 e 2, Legend of Legaia e todos os jogos de Kingdom Hearts) é definir um número finito de inimigos em uma determinada área. Isso reduz o grinding e não desestimula a exploração na mesma medida. Uma abordagem semelhante é spawning, onde os monstros sempre (re)aparecem no mesmo local, como visto em Chrono Trigger e na maioria dos Dragon Quest IX. Ambas as abordagens dão aos jogadores a oportunidade de antecipar, fugir ou selecionar encontros.